# Ryder Cup 2025
La 45ª edizione della Ryder Cup si terrà negli Stati Uniti d'America dal 25 settembre al 28 settembre 2025 presso il Bethpage Black Course a Farmingdale, a Long Island.

## Formato
La Ryder Cup è un torneo match play, con degli incontri giocati sia a coppie che singolarmente. La formula adottata per l'edizione 2023 è stata la seguente:
- I giornata (venerdì) - quattro incontri Foursomes, il cui significato letterale è "colpo alternato". È una modalità di gioco in cui, al mattino, due compagni di squadra gareggiano alternandosi una palla ciascuno per ogni buca;[2] in seguito, al pomeriggio, si giocano altri quattro incontri Four-Ball, in cui due giocatori gareggiano insieme per una squadra e ciascuno gioca la propria palla, e il punteggio di una squadra per una buca è il punteggio più basso dei due compagni per quella buca.[3]
- II giornata (sabato) - quattro incontri Foursomes al mattino e quattro incontri Four-Ball al pomeriggio.
- III giornata (domenica) - dodici incontri singoli.

Ogni incontro si disputa su un massimo di 18 buche. La vittoria di ogni incontro assegna un punto, nel caso di parità del match si assegna ½ punto a ciascuno, per un totale di 28 punti disponibili. 14½ punti sono necessari per vincere, ma 14 punti (ovvero un pareggio) sono sufficienti alla squadra detentrice per mantenere la coppa.

### Capitani
Il 29 novembre 2023 Luke Donald è stato confermato come capitano del team europeo anche per l’edizione 2025, dopo avere guidato alla vittoria la squadra nell'edizione precedente. La sua conferma da capitano è stata la seconda in assoluto dopo Bernard Gallacher, il quale capitanò l'Europa nelle edizioni 1991, 1993 e 1995.
L'8 luglio 2024, John Lindberg, presidente della PGA of America ha annunciato che Keegan Bradley è stato nominato capitano degli Stati Uniti.

### Vice-capitani
Ogni capitano ha avuto la possibilità di selezionare un numero di vice-capitani per assisterlo durante il torneo.
Donald ha confermato come vice Edoardo Molinari e Thomas Bjørn. Il 23 aprile 2025 viene ufficializzata la nomina di José María Olazábal come terzo vice-capitano.
Il 14 luglio seguente è stato confermato anche Francesco Molinari.
Bradley ha scelto come vice-capitani Webb Simpson, Brandt Snedeker, Kevin Kisner e Gary Woodland.

## Selezione dei giocatori
Ogni squadra era formata da 12 giocatori. Per poter entrare a far parte della squadra europea bisogna soddisfare i seguenti criteri: essere europeo e membro dell'PGA European Tour. Il periodo di qualificazione per la Ryder Cup 2025 è iniziato il 29 agosto 2024 ed è terminato il 25 agosto 2025.
I tornei attraverso cui si possono ottenere punti utili per la qualificazione alla Ryder Cup sono: i major (5 000 punti), tornei del PGA Tour (3 000 punti), gli eventi Rolex Series del DP World Tour (2 000 punti), gli eventi FedEx Cup (2 000 punti), gli eventi Back 9 (1 500 punti), gli eventi Global Series (1 000 punti) e gli eventi Opposite del PGA Tour 2025 (1 000 punti).
La squadra americana era composta dai sei giocatori che al 17 agosto 2025 si trovavano nelle prime posizioni di una speciale classifica stilata in base ai guadagni di ogni giocatore nei quattro major del 2024, nel The Players 2024, nei tornei del PGA Tour 2025 e nei quattro major del 2025. Gli altri sei giocatori sono stati scelti dal capitano.

## Squadre
| Nome             | Età | Classifica a punti (W) | Classifica a punti (E) | Classifica mondiale | Note              |
| ---------------- | --- | ---------------------- | ---------------------- | ------------------- | ----------------- |
| Luke Donald      | 48  |                        |                        |                     | Capitano          |
| Rory McIlroy     | 36  |                        |                        |                     | 8ª partecipazione |
| Justin Rose      | 45  |                        |                        |                     | 7ª partecipazione |
| Tommy Fleetwood  | 34  |                        |                        |                     | 4ª partecipazione |
| Tyrrell Hatton   | 34  |                        |                        |                     | 4ª partecipazione |
| Robert MacIntyre | 29  |                        |                        |                     | 2ª partecipazione |
|                  |     |                        |                        |                     |                   |
|                  |     |                        |                        |                     |                   |
|                  |     |                        |                        |                     |                   |
|                  |     |                        |                        |                     |                   |
|                  |     |                        |                        |                     |                   |
|                  |     |                        |                        |                     |                   |
|                  |     |                        |                        |                     |                   |

| Nome              | Età | Classifica a punti (W) | Classifica a punti (E) | Classifica mondiale | Note                    |
| ----------------- | --- | ---------------------- | ---------------------- | ------------------- | ----------------------- |
| Keegan Bradley    | 39  |                        |                        |                     | capitano                |
| Scottie Scheffler | 29  | 1                      | 1                      | 1                   | 3ª partecipazione       |
| J. J. Spaun       | 35  |                        |                        |                     | Esordio nella Ryder Cup |
| Xander Schauffele | 30  |                        |                        |                     | 3ª partecipazione       |
| Russell Henley    | 36  |                        |                        |                     | Esordio nella Ryder Cup |
| Harris English    | 36  |                        |                        |                     | 2ª partecipazione       |
| Bryson DeChambeau | 32  |                        |                        |                     | 3ª partecipazione       |
|                   |     |                        |                        |                     |                         |
|                   |     |                        |                        |                     |                         |
|                   |     |                        |                        |                     |                         |
|                   |     |                        |                        |                     |                         |
|                   |     |                        |                        |                     |                         |
|                   |     |                        |                        |                     |                         |

## Risultati

### I giornata
Foursomes, mattino
| Stati Uniti (bandiera) | Risultati | Europa (bandiera) |
| ---------------------- | --------- | ----------------- |
|                        |           |                   |
|                        |           |                   |
|                        |           |                   |
|                        |           |                   |
|                        | Sessione  |                   |
|                        | Totale    |                   |

Fonte:
Four-Ball, pomeriggio
| Stati Uniti (bandiera) | Risultati | Europa (bandiera) |
| ---------------------- | --------- | ----------------- |
|                        |           |                   |
|                        |           |                   |
|                        |           |                   |
|                        |           |                   |
|                        | Sessione  |                   |
|                        | Totale    |                   |

Fonte:

### II giornata
Foursomes, mattino
| Stati Uniti (bandiera) | Risultati | Europa (bandiera) |
| ---------------------- | --------- | ----------------- |
|                        |           |                   |
|                        |           |                   |
|                        |           |                   |
|                        |           |                   |
|                        | Sessione  |                   |
|                        | Totale    |                   |

Fonte:
Four-Ball, pomeriggio
| Stati Uniti (bandiera) | Risultati | Europa (bandiera) |
| ---------------------- | --------- | ----------------- |
|                        |           |                   |
|                        |           |                   |
|                        |           |                   |
|                        |           |                   |
|                        | Sessione  |                   |
|                        | Totale    |                   |

Fonte:

### III giornata
Singoli
| Stati Uniti (bandiera) | Risultati | Europa (bandiera) |
| ---------------------- | --------- | ----------------- |
|                        |           |                   |
|                        |           |                   |
|                        |           |                   |
|                        |           |                   |
|                        |           |                   |
|                        |           |                   |
|                        |           |                   |
|                        |           |                   |
|                        |           |                   |
|                        |           |                   |
|                        |           |                   |
|                        |           |                   |
|                        | Sessione  |                   |
|                        | Totale    |                   |

Fonte: